# Dynamex
Dynamex består av dinitroglykol uppsugen i trämjöl. Det är ett billigare alternativ till dynamit. Dynamex har lägre fryspunkt än dynamitens +13 °C, och är därför mindre stötkänsligt än dynamit och säkrare att hantera i kall miljö. Dynamex är plastiskt och formas lätt till handelsformen cylindrar omgivna av paraffinerat papper liknande den traditionella "dynamitgubben".
En variant, nitrolit, består av hälften dinitroglykol och hälften nitroglycerin + ämne för uppsugning av blandningen.
Dynamex detoneras med en sprängpatron som måste avge en vod (tryckvåg) på minst 20 MPa (200 bar). Sprängpatronen kan initieras elektriskt eller med krutstubin.

## Användningsområden
De olika sprängmedlen skiljer sig beträffande användningsområde. Dynamit slår hårt under en kort tid, och lämpar sig för att exempelvis spräcka berg. Nitrolit har "mjukare" verkan, ger inte lika högt tryck som dynamit, men under längre tid. Nitrolit är därför ett lämpligt val för t.ex. uppsprängning av trädstubbar.